# Processus sphénoïdal de l'os palatin
Le processus sphénoïdal de l'os palatin est une plaque osseuse mince situé à l’arrière du bord supérieur de la lame perpendiculaire de l'os palatin. Il est dirigé vers le haut et vers l'intérieur.
Il est séparé du processus orbitaire de l'os palatin par l'incisure sphéno-palatine. Parfois les deux processus sont unis au dessus de l'échancrure formant ainsi un foramen ou plusieurs foramens.
Il présente trois faces et deux bordures :
- La face supérieure s'articule avec la racine du processus ptérygoïde et la face inférieure de la conque sphénoïdale, son bord médial atteignant l'aile du vomer. Il présente une rainure qui contribue à la formation du canal palato-vaginal.
- La face médiale est concave et fait partie de la paroi latérale de la cavité nasale.
- La face latérale est divisée en une partie articulaire et une partie non articulaire : la partie articulaire est rugueuse et s'articule avec la lame médiale du processus ptérygoïde, la partie non articulaire est lisse et fait partie de la fosse ptérygo-palatine.
- Le bord antérieur forme la limite postérieure du foramen sphénopalatin.
- Le bord postérieur s'articule avec la lame médiale du processus ptérygoïde.

## Galerie

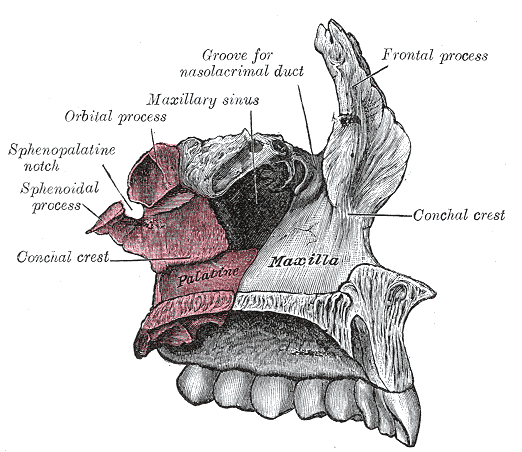
Articulation de l'os palatin gauche avec le maxillaire.
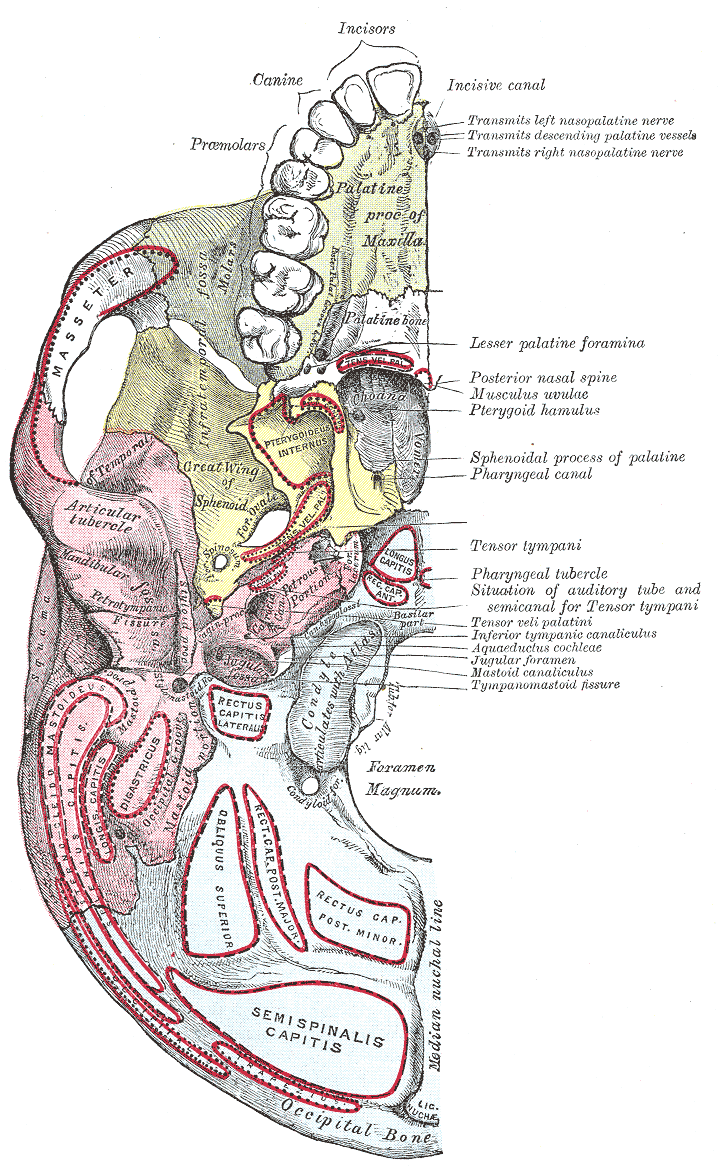
Surface inférieure de la base du crâne.